# Lambert de Sayve
Lambert de Sayve (* 1549 in Saive im Hochstift Lüttich; † zwischen 13. und 28. Februar 1614 in Linz) war ein franko-flämischer Komponist, Sänger und Kapellmeister der späten Renaissance.

## Leben und Wirken
Das Geburtsjahr von Lambert des Sayve ergibt sich aus der Beschriftung eines Bildes des Komponisten, welches sich auf Seite 2 seiner Motettensammlung Sacrae symphoniae befindet; hier heißt es: „1612, Aetatis suae 63“. Über seine Herkunftsfamilie und seine frühe Zeit ist nichts überliefert worden; Musikhistoriker nehmen an, dass er seine erste Ausbildung als Sängerknabe an der St.-Lambertus-Kathedrale in Lüttich erhalten hat.  Er trat schon in jungen Jahren, nach Aussage einiger Quellen 1562, in den Dienst der kaiserlichen Hofkapelle in Wien. In den Mitgliederlisten der Hofkapelle erscheint sein Name aber erst im Jahr 1568, als Philippe de Monte die Leitung der Kapelle übernommen hatte. Am 1. Februar 1569 trat er das Amt eines Singmeisters an der Abtei Melk an, nachdem man von dort über Kaiser Maximilian II. einen entsprechenden Bedarf angemeldet hatte („zu desto besserer Versehung der Cantorei und Instituirung der Jugend“). Ein Jahr später reiste der Komponist zusammen mit anderen Kapellmitgliedern nach Spanien, um bei der Hochzeit von Anna Maria von Österreich mit König Philipp II. von Spanien am 12. November 1570 mitzuwirken. Nach Rückkehr von der eineinhalb Jahre dauernden Reise setzte de Sayve seine Tätigkeit in Melk fort. Als nach dem Regierungsantritt von Maximilians Nachfolger Rudolf II. im Jahr 1576 die Kapelle umgruppiert wurde, endete auch de Sayves Dienst in Melk. Noch vor Februar 1577 trat er in die Grazer Hofkapelle von Erzherzog Karl ein; hier ist seine Funktion beschrieben als „Capeln-Singer-Knaben-Preceptor“. 1580 reichte er ein Entlassungsgesuch ein, dem aber nicht entsprochen wurde; erst nach einem erneuten Entlassungsgesuch konnte er Ende Juni 1582 Graz verlassen.
De Sayve ist wahrscheinlich kurz darauf als Kapellmeister in die Dienste von Erzherzog Matthias getreten; belegt ist dies erst ab August 1583. Über seine Zeit als kaiserlicher Kapellmeister gibt es nur wenig Informationen. Er gehörte mit Sicherheit zum Gefolge des Erzherzogs auf dessen Reisen und Umzügen nach Linz, Wien und Prag. Im Jahr 1589 hat sich der Komponist mehrere Monate im Stift Kremsmünster aufgehalten; knapp zehn Jahre später, im Winter 1598/99, hat er die Vermittlung des Abts Johann III. von Kremsmünster erbeten, um eine neue Wirkungsstätte zu gewinnen. Auf Einladung des Abts kam de Sayve mit seiner Familie im Sommer 1599 erneut nach Kremsmünster und reiste im Gefolge des Abts im Juli 1599 nach Wien, wo er zunächst blieb. Im Jahr 1603 hat der Komponist den Hof Klafterbrunn zum erblichen Lehen erhalten. In diesem Jahr ist auch der kaiserliche Kapellmeister Philippe de Monte verstorben; offiziell wurde diese Stelle jedoch vorerst nicht wieder besetzt. Als im Jahr 1605 die Hochzeit zwischen der siebzehnjährigen Constanze, jüngere Schwester von Erzherzog Ferdinand, mit Sigismund III. Wasa, König von Polen, stattfand, hatte Lambert de Sayve hierfür eine zwölfstimmige Festmotette geschrieben. Zur Verheiratung seines Dienstherrn Matthias mit Anna von Tirol am 4. Dezember 1611 schuf der Komponist eine weitere Hochzeitsmotette. Im folgenden Jahr 1612 fand in Frankfurt am Main die feierliche Krönung von Matthias zum Kaiser statt; hier ist in der Zeit vom 12. bis 14. Juni mit Sicherheit de Sayves zwölfstimmige Prunkmotette „Regna triumphalem“ aufgeführt worden. In diesem Jahr wurde er auch offiziell kaiserlicher Hofkapellmeister. 1613 nahm der Komponist mit seinem Dienstherrn am Reichstag in Regensburg teil; anschließend ist der Hofstaat am 25. Oktober 1613 auf dem Wasserweg über die Donau nach Linz aufgebrochen. Während dieser Reise sind Geldzuwendungen an Lambert de Sayve seitens des Augsburger Domkapitels für seine Sacrae symphoniae von 1612 und seitens der Linzer Abgeordneten des Reichstags belegt. In Linz verfasste der Komponist am 13. Februar 1614 sein Testament und ist dort wenig später verstorben.
Sein Bruder Mathias de Sayve der Ältere (vor 1550–1619) war ebenfalls in der Wiener Hofkapelle tätig, zwischenzeitlich hatte er eine Anstellung als Chorleiter in Salzburg (1606–1608), bevor er bis 1617 in der kaiserlichen Kapelle tätig war. Weitere Mitglieder der Familie, die als Musiker aufgetreten sind, waren Erasme de Sayve (um 1563 – 1631/32), Arnold de Sayve (um 1574 – 15. Juli 1618) und Mathias de Sayve der Jüngere (um 1580–1616), teilweise mit nicht endgültig geklärtem Verwandtschaftsverhältnis.

## Bedeutung
Den Hauptanteil der Kompositionen von Lambert de Sayve stellen seine 120 Motetten dar; hinzu kommen 7 Messen, 1 Magnificat, 24 Canzonetten und 22 deutsche Lieder. Fast alle Motetten hat der Komponist 1612 in der Sammlung Sacrae symphoniae vereint; aus der Widmung geht hervor, dass sie zwischen 1583 und 1612 geschrieben wurden. Der größte Teil davon sind 39 Psalmvertonungen, danach kommen 23 Responsorien und 22 Antiphonen. In allen Motetten ist der Rückgang der kontrapunktisch-linearen Kompositionsweise gegenüber einer mehr akkordischen Schreibweise festzustellen. Die lebhaftesten Melodiebewegungen finden in den Oberstimmen statt, und die Bassstimmen zeigen die typischen Funktionsintervalle. Auf diese Weise mündet seine motettische Musik zum Teil in eine monumentale frühbarocke Mehrchörigkeit; er zeigt sich somit fortschrittlicher als sein Zeitgenosse Jakob Regnart, der mehr beim imitativen Stil der Renaissance geblieben ist.
Obwohl die italienische Musik in dieser Zeit an den Habsburger Höfen schon in hohem Ansehen stand, sind Sayves Canzoni a la napolitana von 1582 sein einziger Beitrag zu dieser Gattung. Sein Liederbuch von 1602 ist der letzte Beitrag eines Niederländers zum deutschsprachigen Lied; die Lieder sind in dem damals modernsten Stil der Canzonette verfasst und sind fast alles Strophenlieder. Homophone und linear-imitative Schreibweise sind ausgewogen verteilt und erzeugen ein Stimmengefüge von mehrstimmiger Beweglichkeit. Die Behandlung von Dissonanzen ist sehr individuell und reich an den verschiedensten Vorhaltsbildungen. Bei der Wortausdeutung ist das Vorbild des Madrigals deutlich zu erkennen. Michael Praetorius hat Lambert de Sayves Lieder 1611 in Wolfenbüttel mit einem besonders lobenden Vorwort neu herausgegeben.

## Werke
- Geistliche Werke
  - 7 Messen zu fünf bis sechzehn Stimmen, darunter die 16-stimmige Messe „Missa super Dominus regnavit“ zur Kaiserkrönung Matthias, 1612, die 14-stimmige Messe „Missa super omnes gentes“ und die fünfstimmige Messe „Missa super Lyram pulset“
  - 3 Motetten zu vier bis acht Stimmen, in Novi atque catholici thesauri musici, liber 3 und 4, Venedig 1568
  - Motette „Maria rein mit dein Sohn gmein“ zu fünf Stimmen, in Rosetum marianum, Dillingen 1604
  - Motette „Crucifixus“ zu drei Stimmen, in Triodia sacra, liber 1, Dillingen 1605
  - Motettensammlung Sacrae symphoniae zu vier bis sechzehn Stimmen, Klosterbruck 1612, hierin auch „De confessoribus, adorans Daniel Deum“
  - Magnificat secundi toni zu acht Stimmen
- Weltliche Werke
  - „Il primo libro delle canzoni a la napolitana“ zu fünf Stimmen, Wien 1582
  - 2 Chansons in der Sammlung Amorum filii Dei von J. Lindemann, Erfurt 1598
  - „Teutsche Liedlein“ zu vier Stimmen, mit 22 Liedern, Wien 1602; Neuauflage von Michael Praetorius, Wolfenbüttel 1611